# Snooker Shoot-Out 2020
Das BetVictor Snooker Shoot-Out 2020 war ein Snookerturnier der Main Tour der Saison 2019/20, das vom 20. bis 23. Februar ausgetragen wurde. Zum vierten Mal fand das Profiturnier mit den Sonderregeln im Watford Coloseum in Watford nordwestlich von London statt.
Titelverteidiger war der Thailänder Thepchaiya Un-Nooh, der in der zweiten Runde des Turniers gegen Peter Lines verlor. Sein Gegner im Vorjahresfinale, der Engländer Michael Holt, erreichte als erster Spieler zum zweiten Mal in Folge das Endspiel. Diesmal holte er sich mit einem 64:1-Sieg gegen den Chinesen Zhou Yuelong den Turniersieg. Es war in Holts 23. Jahr als Profi der erste Titelgewinn bei einem als vollwertig eingestuften Weltranglistenturnier, nachdem er zuvor schon bei zwei Minor-Ranking-Turnieren erfolgreich gewesen war.
Der Sieg brachte Holt außerdem auf Platz 16 der Einjahresrangliste. Damit qualifizierte er sich als letzter Spieler für die nachfolgende Players Championship.

## Preisgeld
Das Preisgeld wurde um insgesamt 25.000 £ gegenüber dem Vorjahr erhöht. Der Sieger bekam 18.000 £ zusätzlich, der Finalist 4.000 £ mehr. Die restlichen 3.000 £ erhöhten die Prämie für das höchste Break auf 5.000 £.
Das Shoot-Out war das dritte von vier Turnieren mit dem Sponsor BetVictor. Dieser hatte im Rahmen der BetVictor European Series einen Bonus von 150.000 £ für den Spieler bereitgestellt, der bei den vier Turnieren European Masters, German Masters, Shoot-Out und Gibraltar Open das höchste Preisgeld erspielte.
|                 | Preisgeld |
| --------------- | --------- |
| Sieger          | 50.000 £  |
| Finalist        | 20.000 £  |
| Halbfinalist    | 8.000 £   |
| Viertelfinalist | 4.000 £   |
| Achtelfinalist  | 2.000 £   |
| Letzten 32      | 1.000 £   |
| Letzten 64      | 500 £     |
| Letzten 128     | 250 £ a   |
| Höchstes Break  | 5.000 £   |
| Insgesamt       | 171.000 £ |

## Spielplan
Shoot-Out-Snooker wird nach besonderen Regeln gespielt, so dauert eine Partie maximal 10 Minuten, wobei in der ersten Hälfte jeder Spieler 15 Sekunden, in der zweiten Hälfte 10 Sekunden für die Ausführung eines Stoßes hat.
Die Partien der ersten Runde wurden am 12. Februar bekanntgegeben. Anders als bei den meisten Snookerturnieren wird beim Snooker Shoot-Out jede Runde neu ausgelost.
Eine Reihe von Profis, unter ihnen die Nummer 1 und 2 der Weltrangliste Judd Trump und Neil Robertson, pausierten und ließen das Turnier aus. Dafür rückten 11 Amateure nach, darunter der deutsche Ex-Profi Lukas Kleckers und mit Reanne Evans und Nutcharut Wongharuthai auch zwei aus den Top 3 der Frauen.

### 1. Runde
Die Spiele der 1. Runde fanden am Donnerstag und am Freitag in 4 Sessions statt.
| Spiel | Spieler 1             | Ergebnis    | Spieler 2                  |
| ----- | --------------------- | ----------- | -------------------------- |
| 1     | (37) Kurt Maflin      | 29103:29103 | Yuan Sijun (39)            |
| 2     | (A) Sean Maddocks     | 3615:3615   | Igor Figueiredo (100)      |
| 3     | (93) Kacper Filipiak  | 6441:6441   | Ken Doherty (57)           |
| 4     | (65) Zhang Anda       | 2137:2137   | Fan Zhengyi (87)           |
| 5     | (A) Julian Bojko      | 1200:1200   | Chang Bingyu (90)          |
| 6     | (105) Soheil Vahedi   | 3742:3742   | Alfie Burden (68)          |
| 7     | (112) Jimmy White     | 7130:7130   | Matthew Stevens (30)       |
| 8     | (1) Mark Williams     | 759:759     | Luca Brecel (29)           |
| 9     | (26) Mark Davis       | 161:161     | Harvey Chandler (74)       |
| 10    | (102) Bai Langning    | 7772:7772   | Daniel Wells (47)          |
| 11    | (91) Si Jiahui        | 6863:6863   | Xiao Guodong (22)          |
| 12    | (104) David Lilley    | 3941:3941   | Gary Wilson (13)           |
| 13    | (77) David Grace      | 3528:3528   | Dean Young (A)             |
| 14    | (31) Zhao Xintong     | 2470:2470   | Lukas Kleckers (A)         |
| 15    | (5) Kyren Wilson      | 2428:2428   | Michael White (50)         |
| 16    | (96) Xu Si            | 421:421     | Yan Bingtao (14)           |
| 17    | (129) Andrew Pagett   | 4146:4146   | Stuart Bingham (10)        |
| 18    | (70) Nigel Bond       | 062:062     | Gerard Greene (98)         |
| 19    | (56) Mark Joyce       | 4826:4826   | Chris Wakelin (42)         |
| 20    | (80) Louis Heathcote  | 4910:4910   | Jamie Clarke (82)          |
| 21    | (25) Anthony McGill   | 1969:1969   | Zhang Jiankang (78)        |
| 22    | (53) Liam Highfield   | 3389:3389   | James Cahill (92)          |
| 23    | (A) Ashley Hugill     | 933:933     | Jamie O’Neill (106)        |
| 24    | (86) Thor Chuan Leong | 0133:0133   | Nutcharut Wongharuthai (A) |
| 25    | (54) Mei Xiwen        | 1722:1722   | Matthew Selt (23)          |
| 26    | (41) Robert Milkins   | 390:390     | David Gilbert (8)          |
| 27    | (24) Lü Haotian       | 3552:3552   | Riley Parsons (115)        |
| 28    | (4) Mark Allen        | 548:548     | Luo Honghao (59)           |
| 29    | (38) Li Hang          | 4448:4448   | Adam Stefanów (94)         |
| 30    | (6) Shaun Murphy      | 077:077     | Kishan Hirani (79)         |
| 31    | (36) Ben Woollaston   | 2341:2341   | Duane Jones (108)          |
| 32    | (32) Ricky Walden     | 7161:7161   | Tian Pengfei (51)          |

| Spiel | Spieler 1             | Ergebnis    | Spieler 2                  |
| ----- | --------------------- | ----------- | -------------------------- |
| 1     | (37) Kurt Maflin      | 29103:29103 | Yuan Sijun (39)            |
| 2     | (A) Sean Maddocks     | 3615:3615   | Igor Figueiredo (100)      |
| 3     | (93) Kacper Filipiak  | 6441:6441   | Ken Doherty (57)           |
| 4     | (65) Zhang Anda       | 2137:2137   | Fan Zhengyi (87)           |
| 5     | (A) Julian Bojko      | 1200:1200   | Chang Bingyu (90)          |
| 6     | (105) Soheil Vahedi   | 3742:3742   | Alfie Burden (68)          |
| 7     | (112) Jimmy White     | 7130:7130   | Matthew Stevens (30)       |
| 8     | (1) Mark Williams     | 759:759     | Luca Brecel (29)           |
| 9     | (26) Mark Davis       | 161:161     | Harvey Chandler (74)       |
| 10    | (102) Bai Langning    | 7772:7772   | Daniel Wells (47)          |
| 11    | (91) Si Jiahui        | 6863:6863   | Xiao Guodong (22)          |
| 12    | (104) David Lilley    | 3941:3941   | Gary Wilson (13)           |
| 13    | (77) David Grace      | 3528:3528   | Dean Young (A)             |
| 14    | (31) Zhao Xintong     | 2470:2470   | Lukas Kleckers (A)         |
| 15    | (5) Kyren Wilson      | 2428:2428   | Michael White (50)         |
| 16    | (96) Xu Si            | 421:421     | Yan Bingtao (14)           |
| 17    | (129) Andrew Pagett   | 4146:4146   | Stuart Bingham (10)        |
| 18    | (70) Nigel Bond       | 062:062     | Gerard Greene (98)         |
| 19    | (56) Mark Joyce       | 4826:4826   | Chris Wakelin (42)         |
| 20    | (80) Louis Heathcote  | 4910:4910   | Jamie Clarke (82)          |
| 21    | (25) Anthony McGill   | 1969:1969   | Zhang Jiankang (78)        |
| 22    | (53) Liam Highfield   | 3389:3389   | James Cahill (92)          |
| 23    | (A) Ashley Hugill     | 933:933     | Jamie O’Neill (106)        |
| 24    | (86) Thor Chuan Leong | 0133:0133   | Nutcharut Wongharuthai (A) |
| 25    | (54) Mei Xiwen        | 1722:1722   | Matthew Selt (23)          |
| 26    | (41) Robert Milkins   | 390:390     | David Gilbert (8)          |
| 27    | (24) Lü Haotian       | 3552:3552   | Riley Parsons (115)        |
| 28    | (4) Mark Allen        | 548:548     | Luo Honghao (59)           |
| 29    | (38) Li Hang          | 4448:4448   | Adam Stefanów (94)         |
| 30    | (6) Shaun Murphy      | 077:077     | Kishan Hirani (79)         |
| 31    | (36) Ben Woollaston   | 2341:2341   | Duane Jones (108)          |
| 32    | (32) Ricky Walden     | 7161:7161   | Tian Pengfei (51)          |

| Spiel | Spieler 1               | Ergebnis  | Spieler 2                  |
| ----- | ----------------------- | --------- | -------------------------- |
| 33    | (A) Paul Davison        | 3621:3621 | Anthony Hamilton (44)      |
| 34    | (117) Amine Amiri       | 6938:6938 | Michael Holt (35)          |
| 35    | (109) Simon Lichtenberg | 603:603   | Lei Peifan (110)           |
| 36    | (46) Alan McManus       | 5410:5410 | Ronnie O’Sullivan (2)      |
| 37    | (88) Jackson Page       | 747:747   | Barry Hawkins (7)          |
| 38    | (A) Robbie McGuigan     | 5015:5015 | Aaron Hill (A)             |
| 39    | (58) Joe O’Connor       | 6431:6431 | Elliot Slessor (62)        |
| 40    | (43) Michael Georgiou   | 2821:2821 | Ross Bulman (A)            |
| 41    | (71) Lee Walker         | 3730:3730 | Lu Ning (48)               |
| 42    | (49) Martin Gould       | 748:748   | Andrew Higginson (52)      |
| 43    | (66) Craig Steadman     | 2737:2737 | Hammad Miah (84)           |
| 44    | (28) Martin O’Donnell   | 2758:2758 | Rod Lawler (99)            |
| 45    | (45) Sunny Akani        | 1854:1854 | Mark Selby (3)             |
| 46    | (34) Hossein Vafaei     | 6141:6141 | Alexander Ursenbacher (76) |
| 47    | (73) Ian Burns          | 869:869   | Reanne Evans (A)           |
| 48    | (20) Tom Ford           | 6127:6127 | Zhou Yuelong (18)          |
| 49    | (9) Jack Lisowski       | 1079:1079 | Andy Hicks (113)           |
| 50    | (27) Noppon Saengkham   | 4643:4643 | Ashley Carty (75)          |
| 51    | (33) Liang Wenbo        | 2934:2934 | Oliver Lines (72)          |
| 52    | (116) Alex Borg         | 6317:6317 | Thepchaiya Un-Nooh (15)    |
| 53    | (60) Fergal O’Brien     | 5641:5641 | Chen Feilong (85)          |
| 54    | (81) Dominic Dale       | 2630:2630 | Mitchell Mann (83)         |
| 55    | (97) Chen Zifan         | 5650:5650 | Ali Carter (11)            |
| 56    | (95) Andy Lee           | 690:690   | Billy Castle (103)         |
| 57    | (101) Barry Pinches     | 1176:1176 | Ryan Day (21)              |
| 58    | (67) Sam Baird          | 4836:4836 | Jak Jones (61)             |
| 59    | (19) Jimmy Robertson    | 357:357   | Joe Perry (12)             |
| 60    | (63) Mike Dunn          | 2941:2941 | John Astley (69)           |
| 61    | (107) Brandon Sargeant  | 762:762   | Eden Sharav (89)           |
| 62    | (114) Fraser Patrick    | 756:756   | Stuart Carrington (40)     |
| 63    | (111) Peter Lines       | 1658:1658 | Sam Craigie (55)           |
| 64    | (17) Scott Donaldson    | 6735:6735 | Jordan Brown (66)          |

| Spiel | Spieler 1               | Ergebnis  | Spieler 2                  |
| ----- | ----------------------- | --------- | -------------------------- |
| 33    | (A) Paul Davison        | 3621:3621 | Anthony Hamilton (44)      |
| 34    | (117) Amine Amiri       | 6938:6938 | Michael Holt (35)          |
| 35    | (109) Simon Lichtenberg | 603:603   | Lei Peifan (110)           |
| 36    | (46) Alan McManus       | 5410:5410 | Ronnie O’Sullivan (2)      |
| 37    | (88) Jackson Page       | 747:747   | Barry Hawkins (7)          |
| 38    | (A) Robbie McGuigan     | 5015:5015 | Aaron Hill (A)             |
| 39    | (58) Joe O’Connor       | 6431:6431 | Elliot Slessor (62)        |
| 40    | (43) Michael Georgiou   | 2821:2821 | Ross Bulman (A)            |
| 41    | (71) Lee Walker         | 3730:3730 | Lu Ning (48)               |
| 42    | (49) Martin Gould       | 748:748   | Andrew Higginson (52)      |
| 43    | (66) Craig Steadman     | 2737:2737 | Hammad Miah (84)           |
| 44    | (28) Martin O’Donnell   | 2758:2758 | Rod Lawler (99)            |
| 45    | (45) Sunny Akani        | 1854:1854 | Mark Selby (3)             |
| 46    | (34) Hossein Vafaei     | 6141:6141 | Alexander Ursenbacher (76) |
| 47    | (73) Ian Burns          | 869:869   | Reanne Evans (A)           |
| 48    | (20) Tom Ford           | 6127:6127 | Zhou Yuelong (18)          |
| 49    | (9) Jack Lisowski       | 1079:1079 | Andy Hicks (113)           |
| 50    | (27) Noppon Saengkham   | 4643:4643 | Ashley Carty (75)          |
| 51    | (33) Liang Wenbo        | 2934:2934 | Oliver Lines (72)          |
| 52    | (116) Alex Borg         | 6317:6317 | Thepchaiya Un-Nooh (15)    |
| 53    | (60) Fergal O’Brien     | 5641:5641 | Chen Feilong (85)          |
| 54    | (81) Dominic Dale       | 2630:2630 | Mitchell Mann (83)         |
| 55    | (97) Chen Zifan         | 5650:5650 | Ali Carter (11)            |
| 56    | (95) Andy Lee           | 690:690   | Billy Castle (103)         |
| 57    | (101) Barry Pinches     | 1176:1176 | Ryan Day (21)              |
| 58    | (67) Sam Baird          | 4836:4836 | Jak Jones (61)             |
| 59    | (19) Jimmy Robertson    | 357:357   | Joe Perry (12)             |
| 60    | (63) Mike Dunn          | 2941:2941 | John Astley (69)           |
| 61    | (107) Brandon Sargeant  | 762:762   | Eden Sharav (89)           |
| 62    | (114) Fraser Patrick    | 756:756   | Stuart Carrington (40)     |
| 63    | (111) Peter Lines       | 1658:1658 | Sam Craigie (55)           |
| 64    | (17) Scott Donaldson    | 6735:6735 | Jordan Brown (66)          |

### 2. Runde
Die 2. Runde fand am Samstag statt.
| Spiel | Spieler 1             | Ergebnis    | Spieler 2             |
| ----- | --------------------- | ----------- | --------------------- |
| 1     | (22) Xiao Guodong     | 4101:4101   | Ashley Hugill (A)     |
| 2     | (53) Liam Highfield   | 610:610     | Dean Young (A)        |
| 3     | (82) Jamie Clarke     | 3853:3853   | Lu Ning (48)          |
| 4     | (59) Luo Honghao      | 19100:19100 | Igor Figueiredo (100) |
| 5     | (70) Nigel Bond       | 5823:5823   | Mei Xiwen (54)        |
| 6     | (65) Zhang Anda       | 1962:1962   | Ken Doherty (57)      |
| 7     | (24) Lü Haotian       | 2557:2557   | Mark Davis (26)       |
| 8     | (A) Aaron Hill        | 1155:1155   | Kyren Wilson (5)      |
| 9     | (86) Thor Chuan Leong | 7015:7015   | Yan Bingtao (14)      |
| 10    | (104) David Lilley    | 728:728     | Barry Hawkins (7)     |
| 11    | (63) Mike Dunn        | 047:047     | Matthew Stevens (30)  |
| 12    | (110) Lei Peifan      | 2830:2830   | Kurt Maflin (37)      |
| 13    | (52) Andrew Higginson | 738:738     | Zhou Yuelong (18)     |
| 14    | (51) Tian Pengfei     | 3916:3916   | Sunny Akani (45)      |
| 15    | (105) Soheil Vahedi   | 242:242     | Daniel Wells (47)     |
| 16    | (129) Andrew Pagett   | 4226:4226   | Ross Bulman (A)       |

| Spiel | Spieler 1             | Ergebnis    | Spieler 2             |
| ----- | --------------------- | ----------- | --------------------- |
| 1     | (22) Xiao Guodong     | 4101:4101   | Ashley Hugill (A)     |
| 2     | (53) Liam Highfield   | 610:610     | Dean Young (A)        |
| 3     | (82) Jamie Clarke     | 3853:3853   | Lu Ning (48)          |
| 4     | (59) Luo Honghao      | 19100:19100 | Igor Figueiredo (100) |
| 5     | (70) Nigel Bond       | 5823:5823   | Mei Xiwen (54)        |
| 6     | (65) Zhang Anda       | 1962:1962   | Ken Doherty (57)      |
| 7     | (24) Lü Haotian       | 2557:2557   | Mark Davis (26)       |
| 8     | (A) Aaron Hill        | 1155:1155   | Kyren Wilson (5)      |
| 9     | (86) Thor Chuan Leong | 7015:7015   | Yan Bingtao (14)      |
| 10    | (104) David Lilley    | 728:728     | Barry Hawkins (7)     |
| 11    | (63) Mike Dunn        | 047:047     | Matthew Stevens (30)  |
| 12    | (110) Lei Peifan      | 2830:2830   | Kurt Maflin (37)      |
| 13    | (52) Andrew Higginson | 738:738     | Zhou Yuelong (18)     |
| 14    | (51) Tian Pengfei     | 3916:3916   | Sunny Akani (45)      |
| 15    | (105) Soheil Vahedi   | 242:242     | Daniel Wells (47)     |
| 16    | (129) Andrew Pagett   | 4226:4226   | Ross Bulman (A)       |

| Spiel | Spieler 1                  | Ergebnis  | Spieler 2              |
| ----- | -------------------------- | --------- | ---------------------- |
| 17    | (33) Liang Wenbo           | 4453:4453 | Martin O’Donnell (28)  |
| 18    | (44) Anthony Hamilton      | 5062:5062 | David Gilbert (8)      |
| 19    | (73) Ian Burns             | 4349:4349 | Chang Bingyu (90)      |
| 20    | (1) Mark Williams          | 5436:5436 | Ashley Carty (75)      |
| 21    | (76) Alexander Ursenbacher | 8619:8619 | Shaun Murphy (6)       |
| 22    | (81) Dominic Dale          | 8317:8317 | Anthony McGill (25)    |
| 23    | (38) Li Hang               | 2840:2840 | Chen Feilong (85)      |
| 24    | (15) Thepchaiya Un-Nooh    | 7911:7911 | Peter Lines (111)      |
| 25    | (11) Ali Carter            | 6861:6861 | Brandon Sargeant (107) |
| 26    | (62) Elliot Slessor        | 622:622   | Michael Holt (35)      |
| 27    | (61) Jak Jones             | 1111:1111 | Jordan Brown (66)      |
| 28    | (21) Ryan Day              | 4439:4439 | Joe Perry (12)         |
| 29    | (31) Zhao Xintong          | 6446:6446 | Ben Woollaston (36)    |
| 30    | (66) Craig Steadman        | 2652:2652 | Chris Wakelin (42)     |
| 31    | (103) Billy Castle         | 3066:3066 | Ronnie O’Sullivan (2)  |
| 32    | (9) Jack Lisowski          | 4454:4454 | Fraser Patrick (114)   |

| Spiel | Spieler 1                  | Ergebnis  | Spieler 2              |
| ----- | -------------------------- | --------- | ---------------------- |
| 17    | (33) Liang Wenbo           | 4453:4453 | Martin O’Donnell (28)  |
| 18    | (44) Anthony Hamilton      | 5062:5062 | David Gilbert (8)      |
| 19    | (73) Ian Burns             | 4349:4349 | Chang Bingyu (90)      |
| 20    | (1) Mark Williams          | 5436:5436 | Ashley Carty (75)      |
| 21    | (76) Alexander Ursenbacher | 8619:8619 | Shaun Murphy (6)       |
| 22    | (81) Dominic Dale          | 8317:8317 | Anthony McGill (25)    |
| 23    | (38) Li Hang               | 2840:2840 | Chen Feilong (85)      |
| 24    | (15) Thepchaiya Un-Nooh    | 7911:7911 | Peter Lines (111)      |
| 25    | (11) Ali Carter            | 6861:6861 | Brandon Sargeant (107) |
| 26    | (62) Elliot Slessor        | 622:622   | Michael Holt (35)      |
| 27    | (61) Jak Jones             | 1111:1111 | Jordan Brown (66)      |
| 28    | (21) Ryan Day              | 4439:4439 | Joe Perry (12)         |
| 29    | (31) Zhao Xintong          | 6446:6446 | Ben Woollaston (36)    |
| 30    | (66) Craig Steadman        | 2652:2652 | Chris Wakelin (42)     |
| 31    | (103) Billy Castle         | 3066:3066 | Ronnie O’Sullivan (2)  |
| 32    | (9) Jack Lisowski          | 4454:4454 | Fraser Patrick (114)   |

### 3. Runde
Die 3. Runde war die erste Session am Sonntagmittag.
| Spiel | Spieler 1             | Ergebnis  | Spieler 2           |
| ----- | --------------------- | --------- | ------------------- |
| 1     | (75) Ashley Carty     | 5620:5620 | Mike Dunn (63)      |
| 2     | (44) Anthony Hamilton | 073:073   | Ross Bulman (A)     |
| 3     | (33) Liang Wenbo      | 6141:6141 | Anthony McGill (25) |
| 4     | (24) Lü Haotian       | 4764:4764 | Soheil Vahedi (102) |
| 5     | (A) Aaron Hill        | 632:632   | Craig Steadman (66) |
| 6     | (61) Jak Jones        | 2816:2816 | Peter Lines (111)   |
| 7     | (82) Jamie Clarke     | 1147:1147 | Li Hang (37)        |
| 8     | (18) Zhou Yuelong     | 865:865   | Jack Lisowski (9)   |

| Spiel | Spieler 1             | Ergebnis  | Spieler 2           |
| ----- | --------------------- | --------- | ------------------- |
| 1     | (75) Ashley Carty     | 5620:5620 | Mike Dunn (63)      |
| 2     | (44) Anthony Hamilton | 073:073   | Ross Bulman (A)     |
| 3     | (33) Liang Wenbo      | 6141:6141 | Anthony McGill (25) |
| 4     | (24) Lü Haotian       | 4764:4764 | Soheil Vahedi (102) |
| 5     | (A) Aaron Hill        | 632:632   | Craig Steadman (66) |
| 6     | (61) Jak Jones        | 2816:2816 | Peter Lines (111)   |
| 7     | (82) Jamie Clarke     | 1147:1147 | Li Hang (37)        |
| 8     | (18) Zhou Yuelong     | 865:865   | Jack Lisowski (9)   |

| Spiel | Spieler 1              | Ergebnis  | Spieler 2           |
| ----- | ---------------------- | --------- | ------------------- |
| 9     | (65) Zhang Anda        | 631:631   | Xiao Guodong (22)   |
| 10    | (45) Sunny Akani       | 6225:6225 | Joe Perry (12)      |
| 11    | (107) Brandon Sargeant | 4421:4421 | Shaun Murphy (6)    |
| 12    | (59) Luo Honghao       | 512:512   | Billy Castle (103)  |
| 13    | (73) Ian Burns         | 3815:3815 | Michael Holt (35)   |
| 14    | (110) Lei Peifan       | 216:216   | Mei Xiwen (54)      |
| 15    | (14) Yan Bingtao       | 1773:1773 | Dean Young (A)      |
| 16    | (7) Barry Hawkins      | 5415:5415 | Ben Woollaston (36) |

| Spiel | Spieler 1              | Ergebnis  | Spieler 2           |
| ----- | ---------------------- | --------- | ------------------- |
| 9     | (65) Zhang Anda        | 631:631   | Xiao Guodong (22)   |
| 10    | (45) Sunny Akani       | 6225:6225 | Joe Perry (12)      |
| 11    | (107) Brandon Sargeant | 4421:4421 | Shaun Murphy (6)    |
| 12    | (59) Luo Honghao       | 512:512   | Billy Castle (103)  |
| 13    | (73) Ian Burns         | 3815:3815 | Michael Holt (35)   |
| 14    | (110) Lei Peifan       | 216:216   | Mei Xiwen (54)      |
| 15    | (14) Yan Bingtao       | 1773:1773 | Dean Young (A)      |
| 16    | (7) Barry Hawkins      | 5415:5415 | Ben Woollaston (36) |

### Achtelfinale
Am Sonntagabend begann um 19.00 Uhr (Ortszeit) die Runde der Letzten 16. Daran schlossen sich die restlichen Runden bis zum Finale an.
| Spiel | Spieler 1           | Ergebnis  | Spieler 2             |
| ----- | ------------------- | --------- | --------------------- |
| 1     | (12) Joe Perry      | 6724:6724 | Michael Holt (35)     |
| 2     | (36) Ben Woollaston | 096:096   | Jamie Clarke (82)     |
| 3     | (111) Peter Lines   | 4823:4823 | Anthony Hamilton (44) |
| 4     | (103) Billy Castle  | 7739:7739 | Zhou Yuelong (18)     |

| Spiel | Spieler 1           | Ergebnis  | Spieler 2             |
| ----- | ------------------- | --------- | --------------------- |
| 1     | (12) Joe Perry      | 6724:6724 | Michael Holt (35)     |
| 2     | (36) Ben Woollaston | 096:096   | Jamie Clarke (82)     |
| 3     | (111) Peter Lines   | 4823:4823 | Anthony Hamilton (44) |
| 4     | (103) Billy Castle  | 7739:7739 | Zhou Yuelong (18)     |

| Spiel | Spieler 1           | Ergebnis  | Spieler 2           |
| ----- | ------------------- | --------- | ------------------- |
| 5     | (6) Shaun Murphy    | 4831:4831 | Anthony McGill (25) |
| 6     | (24) Lü Haotian     | 3234:3234 | Zhang Anda (65)     |
| 7     | (54) Mei Xiwen      | 1222:1222 | Mike Dunn (63)      |
| 8     | (66) Craig Steadman | 4215:4215 | Yan Bingtao (14)    |

| Spiel | Spieler 1           | Ergebnis  | Spieler 2           |
| ----- | ------------------- | --------- | ------------------- |
| 5     | (6) Shaun Murphy    | 4831:4831 | Anthony McGill (25) |
| 6     | (24) Lü Haotian     | 3234:3234 | Zhang Anda (65)     |
| 7     | (54) Mei Xiwen      | 1222:1222 | Mike Dunn (63)      |
| 8     | (66) Craig Steadman | 4215:4215 | Yan Bingtao (14)    |

### Viertelfinale
| Spiel | Spieler 1           | Ergebnis  | Spieler 2         |
| ----- | ------------------- | --------- | ----------------- |
| 1     | (54) Mei Xiwen      | 3818:3818 | Zhou Yuelong (18) |
| 2     | (36) Ben Woollaston | 196:196   | Michael Holt (35) |

| Spiel | Spieler 1           | Ergebnis  | Spieler 2         |
| ----- | ------------------- | --------- | ----------------- |
| 1     | (54) Mei Xiwen      | 3818:3818 | Zhou Yuelong (18) |
| 2     | (36) Ben Woollaston | 196:196   | Michael Holt (35) |

| Spiel | Spieler 1             | Ergebnis  | Spieler 2           |
| ----- | --------------------- | --------- | ------------------- |
| 3     | (24) Lü Haotian       | 3345:3345 | Anthony McGill (25) |
| 4     | (44) Anthony Hamilton | 359:359   | Yan Bingtao (14)    |

| Spiel | Spieler 1             | Ergebnis  | Spieler 2           |
| ----- | --------------------- | --------- | ------------------- |
| 3     | (24) Lü Haotian       | 3345:3345 | Anthony McGill (25) |
| 4     | (44) Anthony Hamilton | 359:359   | Yan Bingtao (14)    |

### Halbfinale
| Spiel | Spieler 1         | Ergebnis  | Spieler 2        |
| ----- | ----------------- | --------- | ---------------- |
| 1     | (35) Michael Holt | 1659:1659 | Yan Bingtao (14) |

| Spiel | Spieler 1         | Ergebnis  | Spieler 2        |
| ----- | ----------------- | --------- | ---------------- |
| 1     | (35) Michael Holt | 1659:1659 | Yan Bingtao (14) |

| Spiel | Spieler 1         | Ergebnis  | Spieler 2       |
| ----- | ----------------- | --------- | --------------- |
| 2     | (18) Zhou Yuelong | 3344:3344 | Lü Haotian (24) |

| Spiel | Spieler 1         | Ergebnis  | Spieler 2       |
| ----- | ----------------- | --------- | --------------- |
| 2     | (18) Zhou Yuelong | 3344:3344 | Lü Haotian (24) |

### Finale
Geleitet wurde das Finale vom Polen Kevin Dabrowski.
| Spiel | Spieler 1         | Ergebnis | Spieler 2         |
| ----- | ----------------- | -------- | ----------------- |
| 1     | (35) Michael Holt | 164:164  | Zhou Yuelong (18) |

## Century-Breaks
Es wurden vier Century-Breaks gespielt, so viele wie auch im Vorjahr.
- Thor Chuan Leong: 133
- Chang Bingyu: 120
- Jak Jones: 107
- Xiao Guodong: 101